# Louisville, Illinois
Louisville är administrativ huvudort i Clay County i den amerikanska delstaten Illinois. Ortnamnet hedrar familjen Lewis och det tilltänkta "Lewisville" blev Louisville i misstag i samband med registreringen.